# Copelatus externus
Copelatus externus es una especie de escarabajo buceador del género Copelatus, de la subfamilia Copelatinae, en la familia Dytiscidae. Fue descrito por Theodor Franz Wilhelm Kirsch en 1873.